# George Ridgwell
George Ridgwell (Woolwich, 1867 – Londra, 1935) è stato un regista, sceneggiatore e attore britannico.
Talvolta, il suo nome appare trascritto come George Ridgewell.

## Biografia
Lavorò come regista negli Stati Uniti per diverse case cinematografiche, per la Vitagraph, la Edison e la IMP.
Morì a Hampstead, a Londra, nel 1935.

## Filmografia

### Regista
- Mr. Santa Claus - cortometraggio (1914)
- The Lady of the Lighthouse, co-regia di Harry Lambert - cortometraggio (1915)
- The Butler (1915)
- Old Good for Nuthin' (1915)
- Brown's Summer Boarders (1915)
- The Mystery of Room 13 (1915)
- Sis (1915)
- Life's Pitfalls (1915)
- The Matchmakers (1915)
- Helen of the Chorus (1916)
- Behind the Secret Panel (1916)
- The Heart Wrecker (1916)
- Peggy and the Law (1916)
- The Clever Mrs. Carter (1916)
- Her Mother's Sweetheart (1916)
- Somewhere in Georgia (1917)
- Bobby and the Home Defense (1917)
- Whistling Dick's Christmas Stocking (1917)
- The Thing's the Play
- The Rathskeller and the Rose - cortometraggio (1918)
- The Song and the Sergeant
- The Brief Debut of Tildy
- The Trimmed Lamp
- The Water Lily
- The Root of Evil (1919)
- Fruits of Passion (1919)
- The Sword of Damocles (1920)
- The Four Just Men (1921)
- The Amazing Partnership
- Greatheart
- The Knight Errant (1922)
- The Stockbroker's Clerk (1922)
- The Six Napoleons
- The Second Stain
- The Reigate Squires
- The Red Circle (1922)
- The Norwood Builder
- The Naval Treaty
- The Musgrave Ritual
- The Greek Interpreter
- The Golden Pince-Nez
- The Bruce Partington Plans
- The Boscombe Valley Mystery
- The Abbey Grange
- Charles Augustus Milverton
- Black Peter
- Belonging
- The Pointing Finger (1922)
- The Crimson Circle (1922)
- A Lost Leader
- The Story of Mary Robsart (1922)
- The Last King of Wales (1922)
- The Last Crusade (1922)
- The Great Terror
- The Flight of the King
- The Eleventh Hour (1922)
- A Story of Nell Gwynne
- The Missioner
- Petticoat Loose
- Don't Blame Your Children
- The Three Students
- The Stone of Mazarin
- The Speckled Band
- The Mystery of Thor Bridge
- The Mystery of the Dancing Men
- The Missing Three Quarter
- The Gloria Scott
- The Final Problem
- The Engineer's Thumb
- The Disappearance of Lady Frances Carfax
- The Crooked Man
- The Cardboard Box
- The Blue Carbuncle
- Silver Blaze - cortometraggio (1923)
- His Last Bow
- Becket (1923)
- The Notorious Mrs. Carrick
- A Gamble in Lives (1924)
- Lily of Killarney (1929)

### Sceneggiatore
- Bunco Bill's Visit, regia di George D. Baker (1914)
- Bunny Buys a Harem, regia di George D. Baker (1914)
- Lillian's Dilemma, regia di Wilfrid North (1914)
- The Reward of Thrift, regia di Ned Finley e Tefft Johnson (1914)
- The Sword of Damocles, regia di George Ridgwell (1920)
- The Four Just Men, regia di George Ridgwell  (1921)
- A Gamble in Lives, regia di George Ridgwell (1924)
- Lily of Killarney, regia di George Ridgwell (1929)

### Attore
- The Locked House, regia di George D. Baker (1914)
- The Stockbroker's Clerk, regia di George Ridgwell (1922)
- The Crime at Blossoms, regia di Maclean Rogers (1933)
- Channel Crossing, regia di Milton Rosmer (1933)